# Kollektiv Turmstrasse
Kollektiv Turmstrasse ist der Musikproduzent und Live-Act Nico Plagemann. Ursprünglich war auch Christian Hilscher ein Teil des Projekts, er verließ es jedoch vor einiger Zeit, seitdem wird es von Plagemann alleine weitergeführt. Das Duo startete das Projekt in Wismar an der Ostsee, wo die beiden aufgewachsen sind. Plagemann lebt heute in der Nähe von Hamburg. In den Anfangsjahren bewegte sich der Sound von Kollektiv Turmstrasse im Bereich des melodischen Minimal Techno, über die Jahre entwickelte Plagemann das Projekt stilistisch weiter, heute steht es für modernen House-Sound mit Einflüssen von Breakbeat, Hip Hop, Indie-Pop und Electronica.
Das Projekt wurde von Plagemann und Hilscher 1999 in einer Wismarer Wohnung gegründet. Die Wohngemeinschaft befand sich in der Turmstraße (daher der Name). Beeinflusst vom Klang Basic Channels produzierten sie erste Stücke. Ihre erste offizielle Produktion mit dem Titel Turmstrasse erschien im Jahr 2001 auf dem Sampler Team Battle Vol. 2 von Electronic Parliament.
2006 erschien ihr erstes Album Verrückte Welt bei ihrem eigenen Netlabel No Response. Nach diversen Singles und EPs auf Labels wie Ostwind Records, Musik Gewinnt Freunde, Diynamic Music und Connaisseur Recordings erschien 2010 ihr zweites Album Rebellion der Träumer.
2011 wurde das Netlabel No Response geschlossen.
Die Trennung des bisherigen Duos wurde 2021 bekannt. Plagemann führt das Musikprojekt fortan alleine weiter. Erst 2023 wurde dazu ein offizielles Statement veröffentlicht, welches als Grund dafür eine auseinandergehende persönliche Entwicklung angibt und für die gemeinsame Zeit sowie Unterstützung gedankt wird.

## Diskographie

### Alben
- 2006: Verrückte Welt (No Response)
- 2009: Live Promo Mix (Ostwind Records)
- 2010: Rebellion der Träumer (Connaisseur Recordings)
- 2023: Unity of Opposites (Not Sorry Music)

### Singles und EPs
- 2004: New Weakness EP (No Response)
- 2006: Hermetico (Musik Gewinnt Freunde)
- 2006: Disconnect Me (Ostwind Records)
- 2007: Abenteuer Alltag EP (Diynamic Music)
- 2007: Farbenlehre (Musik Gewinnt Freunde)
- 2007: Grillen im Park (Ostwind Records)
- 2007: Tristesse (Connaisseur Recordings)
- 2008: Blutsbrüder (Musik Gewinnt Freunde)
- 2008: Holunderbaum EP (Musik Gewinnt Freunde)
- 2008: Mondscheinprimaten (Baalsaal Music)
- 2009: Like The First Day EP (Diynamic Music)
- 2009: Luechtoorn EP (Musik Gewinnt Freunde)
- 2009: Melodrama Remixes (Ostwind Records)
- 2010: Endlos (Connaisseur Recordings)
- 2010: Grillen im Park Remixes (Ostwind Records)
- 2010: Rebellion der Träumer (Remixes Part 1) (Connaisseur Recordings)
- 2010: Rebellion der Träumer (Remixes Part 2) (Connaisseur Recordings)
- 2012: Ordinary EP (Musik Gewinnt Freunde)
- 2012: Rebellion der Träumer (Remixes Part 4) (Connaisseur Recordings)
- 2015: Sorry I am Late EP (Diynamic Music)
- 2016: Sorry I am Late EP (Warner Dance Labels)
- 2016: Jupiter Sunrise (Diynamic Music)
- 2017: Kisses In The Dark (Watergate Records)
- 2022: YAP EP (Not Sorry Music)
- 2023: YAP Remix EP (Not Sorry Music)
- 2023: Night Wire (Not Sorry Music)
- 2023: Distant Love (Not Sorry Music)

### Remixes
- 2005: Nilson - Abzweig Turmstraße (Kollektiv Turmstrasse Remix)
- 2007: David Keno & Francesco Passantino - Monosynth (Kollektiv Turmstrasse Rmx)
- 2007: Hot Chip - Touch Too Much (Kollektiv Turmstrasse Remix)
- 2007: Mar-T & Tobi Neumann - Childhood's End (Kollektiv Turmstrasse Remix)
- 2007: Marko Fürstenberg - Juni KK (Kollektiv Turmstrasse Vocal Remix)
- 2007: Pele - Childhood's End (Kollektiv Turmstrasse Remix)
- 2007: Rolf Imhof & DJ Miguel - Childhood's End (Kollektiv Turmstrasse Remix)
- 2007: Terry Lee Brown Jr. - Monosynth (Kollektiv Turmstrasse Remix)
- 2008: Johnjon - Meanwhile (Kollektiv Turmstrasse Remix)
- 2008: Raz Ohara & The Odd Orchestra - The Case (Kollektiv Turmstrasse Remix)
- 2008: Satoshi Tomiie - On The Streets (Kollektiv Turmstrasse Let Freedom Ring Remix)
- 2008: Steffen Albert - Im Juli (Kollektiv Turmstrasse Remix)
- 2008: Various - Meanwhile (Kollektiv Turmstrasse Remix)
- 2008: Various - Morgens Kurz Vor Sieben (Abzweig Turmstrasse Mix)
- 2009: Estroe - Le Flaneur (Kollektiv Turmstrasse Waldundwiesenrehmix)
- 2009: Federleicht - On The Streets (Kollektiv Turmstrasse Brokenheartz Remix)
- 2009: Federleicht - On The Streets (Kollektiv Turmstrasse Let Freedom Ring Mix)
- 2009: Lexy & Felix Kröcher - On The Streets (Kollektiv Turmstrasse Remix)
- 2009: Paul Brtschitsch - The Dentex (Kollektiv Turmstrasse Remix)
- 2009: Rodriguez Jr. - Tuning (Kollektiv Turmstrasse Remix)
- 2009: Spirit Catcher - Meanwhile (Kollektiv Turmstrasse Remix)
- 2010: Matthias Meyer - Tout Va Bien (Kollektiv Turmstrasse Remix)
- 2010: Robert Babicz - Come Closer (Kollektiv Turmstrasse Remix)
- 2010: Trentemøller - Even Though You're With Another Girl (Kollektiv Turmstrasse Remix)
- 2010: Silicone Soul - Dogs Of Les Ilhes (Kollektiv Turmstrasse Remix)
- 2010: The Duke Dumont - On The Streets (Kollektiv Turmstrasse Let Freedom Ring)
- 2010: Tigerskin / Pablo Bolivar - Response (Kollektiv Turmstrasse Remix)
- 2010: Various - Dogs Of Les Ilhes (Kollektiv Turmstrasse Remix)
- 2011: Joe T Vannelli - Timing (Kollektiv Turmstrasse Remix)
- 2011: M.A.N.D.Y. feat Booka Shade - Home (Kollektiv Turmstrasse Interstellar Remix)
- 2011: Rodriguez Jr. - Lila (Kollektiv Turmstrasse Remix)
- 2013: Cosmic Cowboys - If You Leave Tonight (Kollektiv Turmstrasse Remix)
- 2013: Nick Curly - Between (Kollektiv Turmstrasse Remix)
- 2015: Super Flu, Dortmunder Philharmoniker - Volkwein (Kollektiv Turmstrasse Remix)
- 2015: WhoMadeWho - Heads Above (Kollektiv Turmstrasse Remix)